# Моя страна и мой народ
«Моя страна и мой народ. Воспоминания Его Святейшества Далай-ламы XIV», также «Моя земля и мой народ» (англ. My Land and My People: The Original Autobiography of His Holiness the Dalai Lama of Tibet) — автобиография Далай-ламы XIV, опубликованная в 1962 году.

## Описание книги
Моя страна и мой народ это первая автобиографическая книга Далай-ламы XIV, опубликованная в 1962 году, через несколько лет после того, как Далай-лама вынужденно покинул Тибет после восстания 1959 года. Вторая автобиография, Свобода в изгнании, была издана в 1991 году. Далай-лама считает обе автобиографии аутентичными и в 1997 году Моя страна и мой народ была переиздана специально к выходу фильма Кундун.
В книге Далай-лама дал небольшое описание своей скрытой жизни на Тибете и рассказал о китайской оккупации, достигшей высшей степени в его изгнании. Информация о положении тибетского народа, как надеялся Далай-лама, поможет заменить ошибочные представления о Тибете и показать, почему Тибету нужна помощь извне.

## Издания книги
На английском языке
- Tenzin Gyatso (Dalai Lama XIV). My Land and My People. — New York: Potala Publications, 1962.
- My Land and My People: The Original Autobiography of His Holiness the Dalai Lama of Tibet. — Grand Central Publishing, 1997. — 256 с. — ISBN 978-0446674218.

На русском языке
- Моя страна и мой народ. Воспоминания Его Святейшества Далай-ламы XIV. — М.: Нартанг. — 320 с. — ISBN 5-7921-0308-9.